# Piazze di Rimini

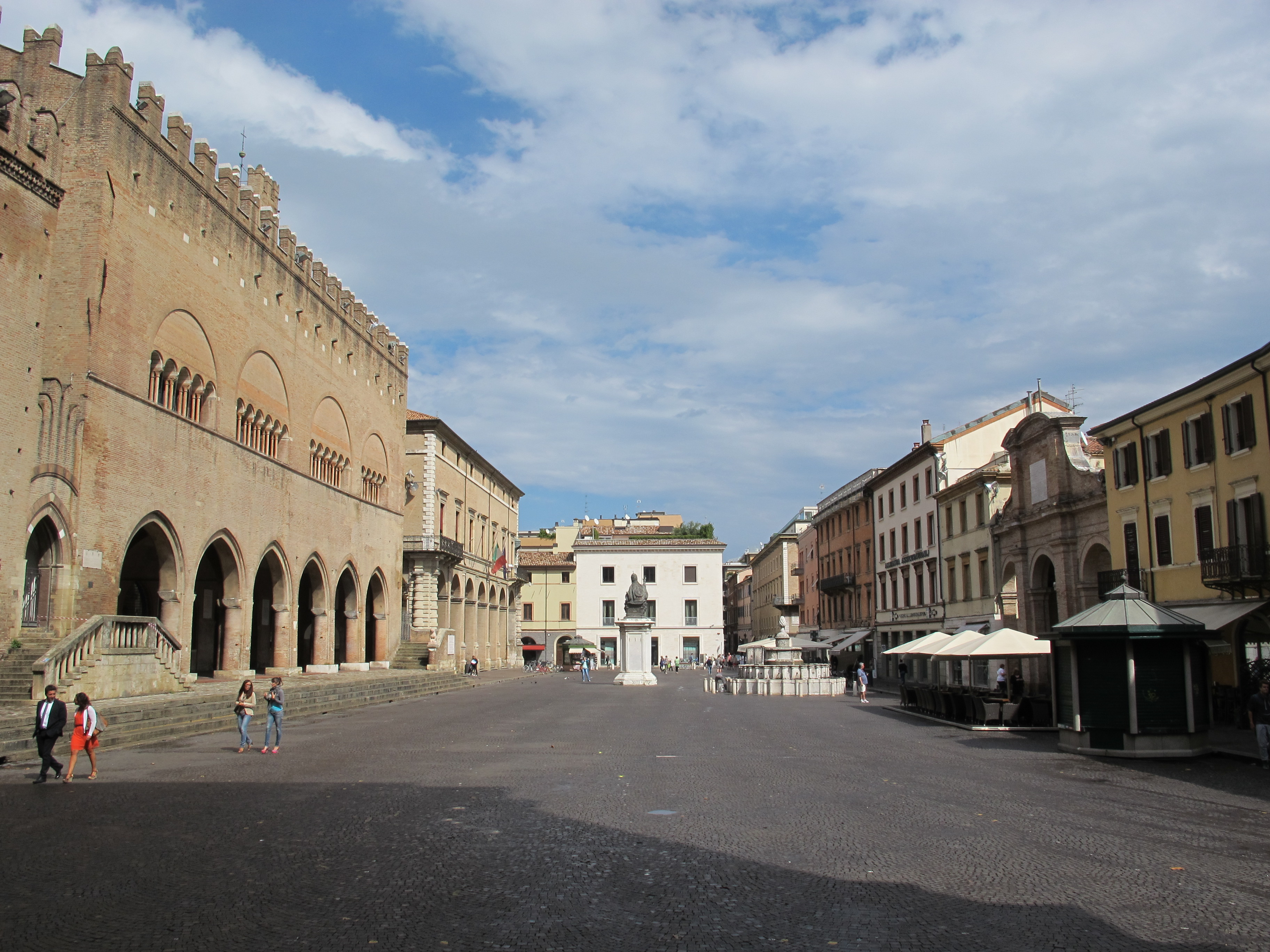
Piazza Cavour

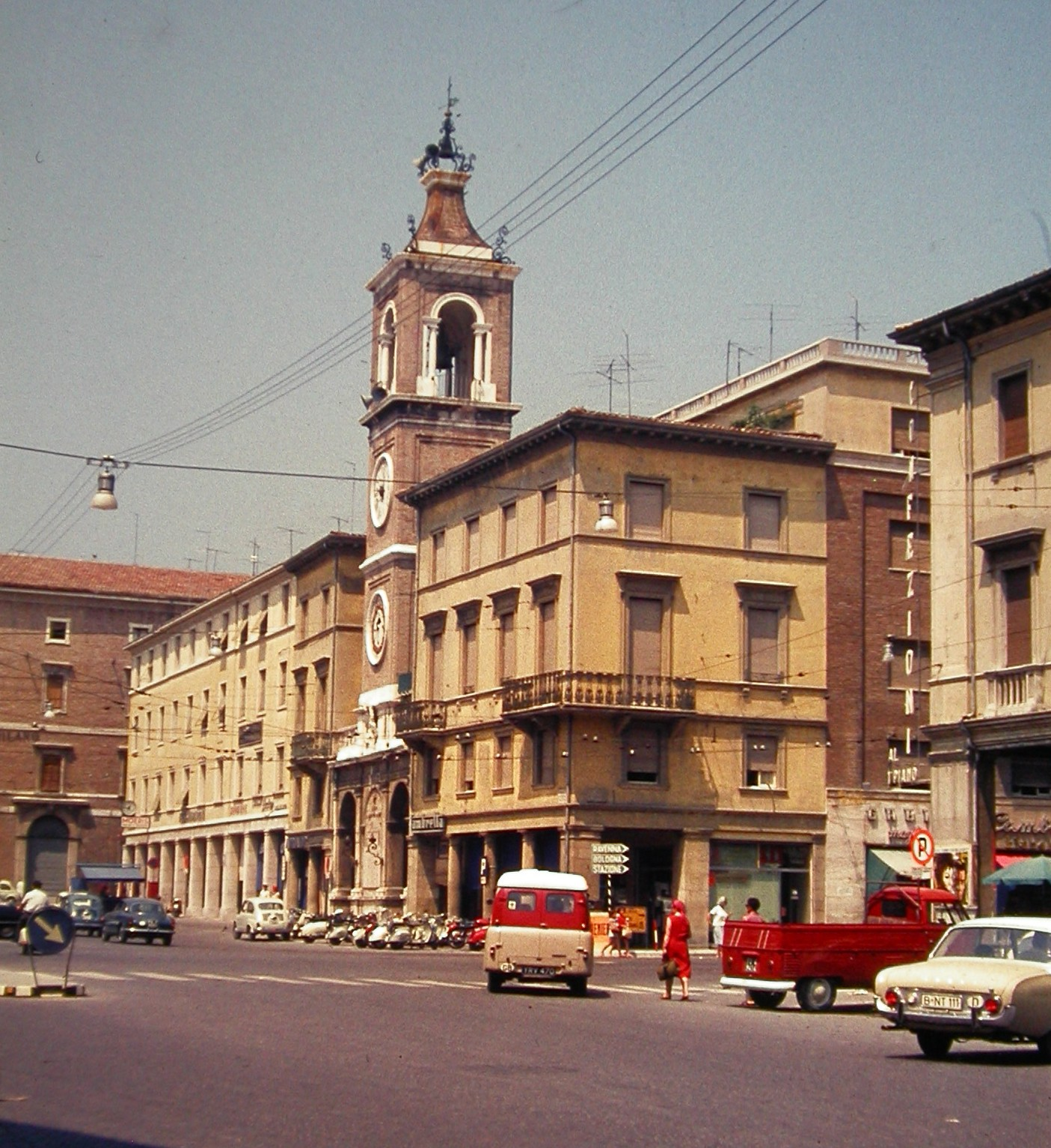
Piazza Tre Martiri 1963

Rimini possiede varie piazze di interesse storico e architettonico, risalenti a epoche diverse.
Piazza Cavour, centro della vita cittadina dal Medioevo, e piazza Tre Martiri, l'antico foro romano, sono le due piazze principali di Rimini, punti di ritrovo e d'incontro, nei quali si svolgono tradizionalmente cerimonie, mostre e mercati.
Tra le grandi piazze della città figurano inoltre piazza Malatesta, anticamente unita a piazza Cavour, sulla quale prospettavano la cattedrale e il castello, e piazza Ferrari, realizzata nell'Ottocento con un importante rinnovamento urbanistico.
Le principali strade storiche sono il corso d'Augusto, l'antico decumano massimo, che collega l'Arco d'Augusto al Ponte di Tiberio attraversando le piazze principali, e via Garibaldi, l'antico cardo massimo, che collega Porta Montanara alla stazione ferroviaria.
Un carattere distintivo della vecchia Rimini è dato da numerose piazzette, che compongono angoli particolarmente suggestivi: le piazzette Gregorio da Rimini o “delle poveracce”, S. Bernardino, Ducale, Zavagli, Gaiana e dei Servi nel centro storico, e le piazzette S. Giuliano, Pozzetto, Ortaggi, Gabena, Padella e Pirinela nel borgo S. Giuliano.

## Piazze principali

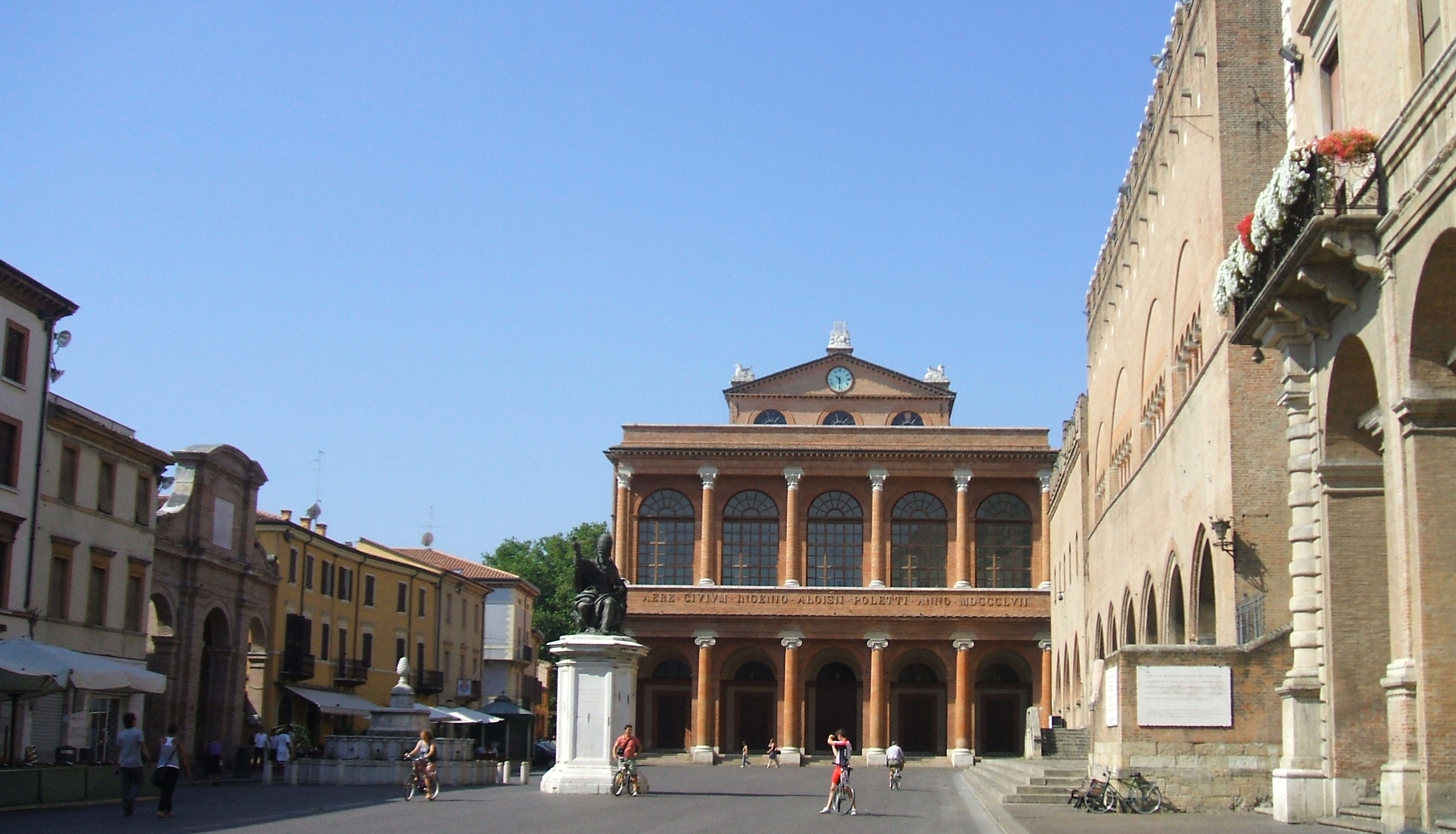
Piazza Cavour

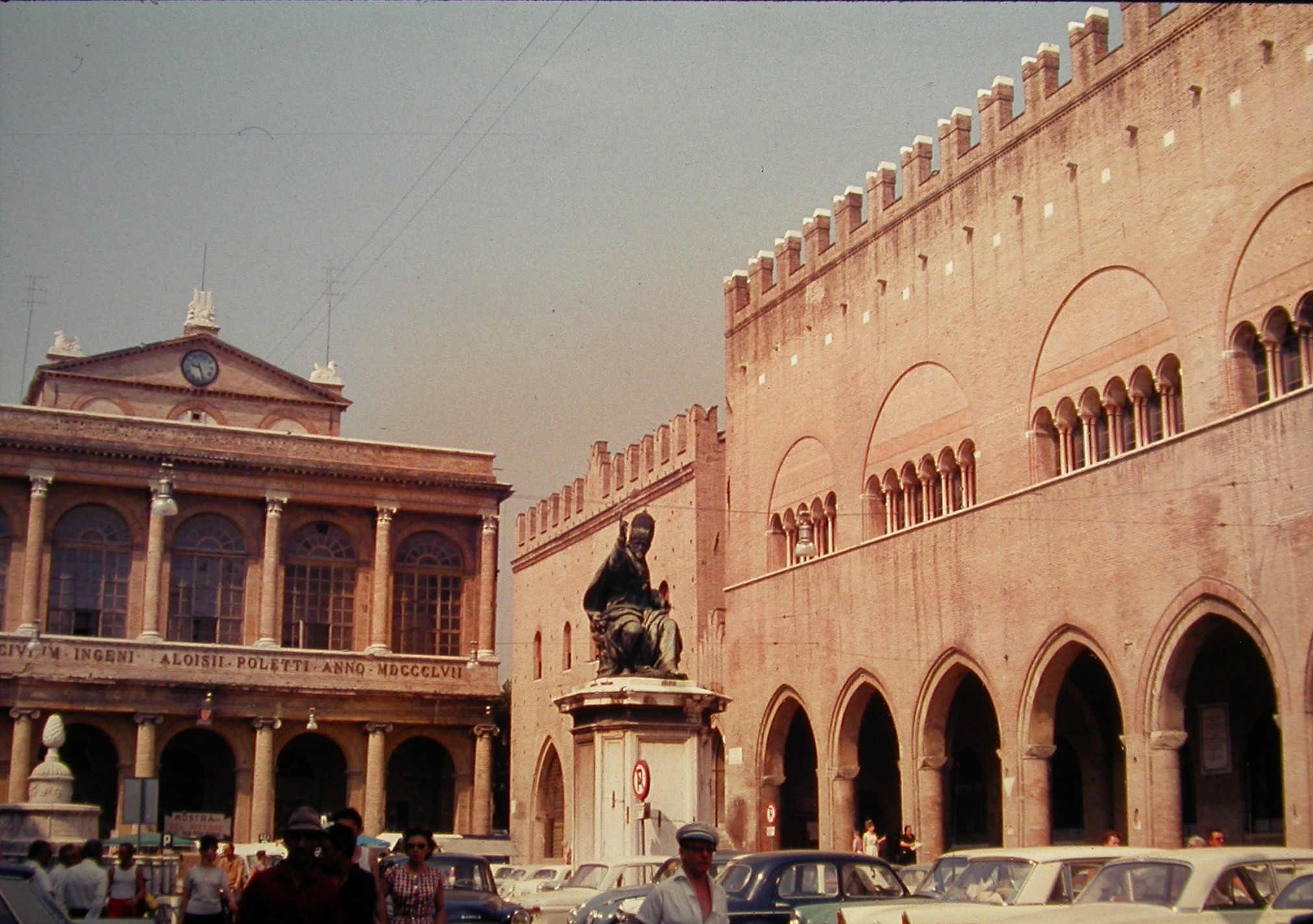
Piazza Cavour, 1963

### Piazza Cavour
Piazza Cavour è il centro politico ed economico della città fin dall'inizio del XIII secolo, quando acquistò importanza con la costruzione del palazzo dell’Arengo.
Nel XVI secolo la piazza assunse il nome di “piazza del Comune” o “della fontana” e subì importanti modifiche: l’antico palazzo comunale fu ampliato e unito al nuovo palazzo Garampi, in un unico grande complesso monumentale, mentre l’isolato di S. Silvestro, che chiudeva la piazza verso il corso d’Augusto, fu completamente demolito. Tra il 1615 e il 1620 sul lato occidentale della piazza fu costruito il Granaio pubblico, detto anche “edificio dell’abbondanza” o dei “Forni”, sostituito alla metà dell'Ottocento dal teatro comunale.
Sulla piazza prospettano i tre palazzi comunali (Palazzo Garampi, Palazzo dell’Arengo e Palazzo del Podestà), il Teatro Amintore Galli e la Pescheria; al centro sorgono la Fontana della Pigna e il monumento a Paolo V.
Il monumento a Paolo V, posto al centro della piazza dal 1614, fu realizzato da Sebastiano Sebastiani su disegno di Nicolò Cordieri come atto di riconoscenza della città a papa Paolo V Borghese. In epoca napoleonica la figura del pontefice venne trasformata in quella di San Gaudenzo, patrono della città, nel timore che il monumento potesse essere abbattuto dai francesi e la statua fusa per ricavarne armi e cannoni; nel 1938 fu riportata alle forme originarie. La statua in bronzo, collocata su un alto basamento marmoreo, raffigura il pontefice seduto su un trono ornato da rilievi ed elementi decorativi, con le chiavi nella mano sinistra e quella destra alzata nel segno della benedizione.

### Piazza Tre Martiri

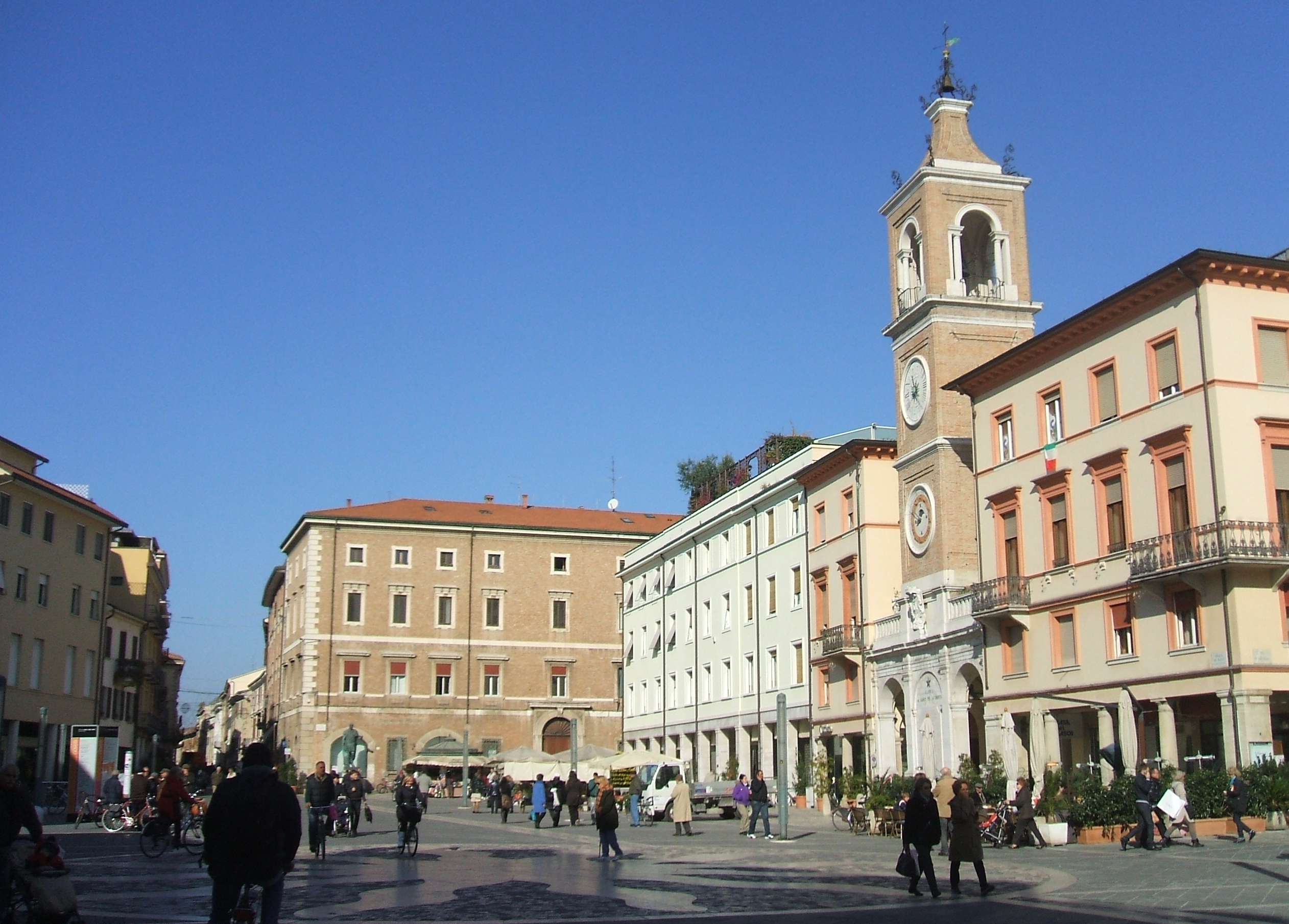
Piazza Tre Martiri

È la più importante piazza della città insieme a piazza Cavour. Si trova sul luogo dell'antico foro romano, posto all'incrocio tra il cardine e il decumano massimo.
Nel Medioevo, nota come “piazza delle Erbe”, era sede del mercato, delle beccherie e di tornei cavallereschi. Subì modifiche nel XVI secolo sul lato occidentale, che assunse l'attuale configurazione ellittica a portici, e nel 1921, quando furono ampliate le vie IV Novembre e Garibaldi e demolito l'Arco dei Magnani.
La denominazione “Tre Martiri”, che succedette nel secondo dopoguerra ai precedenti toponimi “piazza Maggiore” e “piazza Giulio Cesare”, ricorda l'uccisione di tre giovani partigiani avvenuta qui il 16 agosto 1944.
Sul lato orientale della piazza prospettano la Torre dell'Orologio, la colonna di Giulio Cesare, la moderna chiesa di San Francesco da Paola detta "dei Paolotti", costruita sui ruderi della precedente distrutta dai bombardamenti del 1944, e il cinquecentesco Tempietto di Sant'Antonio da Padova.
La colonna di Giulio Cesare è un cippo rinascimentale posto sul lato orientale di Piazza Tre Martiri; fu eretto nel 1555 per celebrare l'allocuzione che qui Giulio Cesare rivolse ai soldati della XIII legione dopo il passaggio del Rubicone. Sopra alla colonna, fino alla seconda guerra mondiale, era posto il “petrone” sul quale Cesare salì per pronunciare il suo discorso, del quale non v'è più traccia.

### Piazza Ferrari
La piazza fu creata nel 1888 con la demolizione dell'isolato di S. Tommaso o del Cuor di Gesù, su progetto di Luigi Urbani, con l'intenzione di farne un luogo salubre per abbondanza d'aria, di luce e di verde.
Vi prospettano il neorinascimentale palazzo della Cassa di Risparmio, il palazzo Agolanti-Pedrocca e la settecentesca chiesa del Suffragio. Nei giardini della piazza sorgono il grande complesso archeologico della Domus del Chirurgo e il Monumento ai Caduti della Grande Guerra, opera di Bernardino Boifava, costruito nel 1926 in piazza Ferrari in onore dei caduti della prima guerra mondiale.

### Piazza Malatesta
Piazza Malatesta, un tempo nota come Piazza del Corso, è una tra le più grandi piazze di Rimini. Di origini medievali, rimase unita a Piazza Cavour fino al XVII secolo, quando la costruzione dell'edificio dei forni, poi sostituito dal Teatro comunale, ne chiuse il lato settentrionale. Piazza Malatesta era la piazza della cattedrale e del castello e rappresentava quindi il centro del potere civile e religioso al tempo stesso.
Gran parte della piazza era anticamente occupata dall'enorme fossato di Castel Sismondo, interrato e colmato nel XIX secolo.
Utilizzata per molti decenni come parcheggio e area di mercato, ne è iniziata la riqualificazione secondo un progetto con il quale si intende valorizzarne le caratteristiche storiche e architettoniche. Durante i lavori sono emerse evidenze archeologiche che hanno portato a un ripensamento del progetto.

### Piazza Marvelli
Fino al 2004 Piazza Tripoli, è la principale piazza di Marina Centro, situata alla fine della lunga prospettiva di Viale Tripoli, nel punto di incontro con Viale Vespucci, Viale Regina Elena e il lungomare. Negli anni duemila l'amministrazione comunale ha deciso di dedicarla al beato Alberto Marvelli. 
Al centro della piazza è presente un'ampia aiuola a prato. Il lato nord, affacciato sul mare, termina con un piccolo giardino pubblico alberato a pianta semicircolare. Il lato sud est della piazza è chiuso da due edifici simmetrici che formano un emiciclo, risalenti 1928, a fianco dei quali prospetta la chiesa di S. Maria Ausiliatrice, detta dei Salesiani, costruita nel 1912.

### Piazza Mazzini
Situata immediatamente all'esterno della cinta muraria malatestiana, a sud del centro storico di Rimini, nel borgo S. Andrea. Di forma trapezoidale, è il punto di incontro di importanti strade cittadine: Via Garibaldi, Via Saffi, Via Montefeltro, Via Lavatoio e la vecchia Circonvallazione.
Piazza Mazzini è stata oggetto nel 2003 di un intervento di riqualificazione che ne ha trasformato l'assetto planimetrico, con una pavimentazione in pietra, elementi d'arredo, arbusti e alberature.
Lungo il lato meridionale della piazza si affaccia la chiesa di San Gaudenzo, costruita alla fine degli anni quaranta sui resti della precedente, costruita nel 1856 su progetto di Filippo Morolli e distrutta dai bombardamenti nella seconda guerra mondiale. Sul lato opposto dal 2004 è collocata Porta Montanara, porta romana di età sillana, a circa 40 m dall'ubicazione originale. La porta, gravemente danneggiata durante la guerra, nel 1949 era stata smontata e spostata nel cortile dell'allora museo.

### Piazza Teatini
Piccola piazza nei pressi del Tempio Malatestiano, ospita i ruderi della Chiesa dei Padri Teatini, da cui prende il nome.

## Altre piazze storiche
- Piazzetta dei Servi
- Piazzetta Ducale
- Piazzetta Gabena
- Piazzetta Gaiana
- Piazzetta Gregorio da Rimini
- Piazzetta Ortaggi
- Piazzetta Padella
- Piazzetta Pirinela
- Piazzetta Plebiscito
- Piazzetta Pozzetto
- Piazzetta S. Bernardino
- Piazzetta S. Giuliano
- Piazzetta Zavagli